# جانجا (مسلسل)
جانجا (بالإنجليزية : Gangaa) هو مسلسل تلفزيوني هندي طويل من إنتاج شركة سفير أوريجنز، عرض لأول مرة في 2 مارس 2015 على قناة اند تي في، إلى غاية 2 يونيو 2017 بمجموع بلغ 595 حلقة.

## قصة المسلسل
تدور أحداث المسلسل حول طفلة صغيرة تدعى «غانغا» تزوجت وهي صغيرة من أجل أبيها، لكن مات زوجها ووالدها إثر هجوم جماعة متشددة في الهند عليهم أثناء الزفاف، وأصبحت أرملة رغم صغر سنها؛ وبعدها تبناها «نيرچا تشاتورفيدي»؛ وهو شخص يعمل كمحامي، وعاشت «غانغا» مع عائلته وإلتقت بـ«ساغار» وهو الابن الأصغر للعائلة، وهنا تجد «غانغا» صديق لها وهو «ساغار» وتتأقلم مع هذه العائلة لتصبح عائلتها. وهنا تحدث مواقف كثيرة مع «مادفي» والدة «ساغار» و«أما» جدته و«بولكيت» شقيقه.